# Entesia leptiformis
Entesia leptiformis är en tvåvingeart som beskrevs av Krober 1928. Entesia leptiformis ingår i släktet Entesia och familjen stilettflugor. Inga underarter finns listade i Catalogue of Life.